# Градски префект
Градски префект или епарх била је титула цивилних управника обе престонице позног Римског царства (Рима и Цариграда) у доба Домината (293-476). После пада Западног римског царства (476), функција епарха Цариграда одржала се у Византији све до 1204.

## Историја
Реформама Константина Великог (324-337) читаво Римско царство било је подељено у 4 преторијанске префектуре (Исток, Илирик, Италија и Галија), које су се даље делиле на дијецезе (укупно 14), а ове на провинције (укупно око 120). Како би се мањила моћ локалних заповедника и могућност побуне против централне (царске) власти, Диоклецијанов и Константинов управни систем увео је начелно одвајање војне и цивилне власти: војна власт у префектурама била је у рукама дукса (лат. dux), а цивилна управа била је у надлежности преторијанског префекта (дијецезама су управљали викари, а провинцијама намесници).
Да би се моћ преторијанских префеката додатно смањила, Рим и Цариград били су изузети из њихове надлежности и потчињени својим градским префектима. Ови су, после преторијанских префеката, имали највиши ранг међу свим државним чиновницима. Градски префект сматран је за највишег представника сената и био је донекле оличење старих републиканских традиција, преосталих у градском животу (Острогорски). Био је то сада једини државни чиновник који није носио војничку униформу, већ грађанску римску тогу.

### У Византији
У Византији, цариградски префект-епарх (грч. ό έπαρχος τής πόλεως) играо је не само у рановизантијско, него и у доцније доба водећу улогу у животу престонице. Њему је било потчињено судство у Цариграду, он је водио бригу о одржавању реда и мира у престоници, као и о њеном снабдевању: цео привредни живот града, његово занатство и трговина, стајали су под његовим надзором.
До 11. века значај цариградског епарха још се повећао: Константин Порфирогенит назива епарха оцем града, али ће тек писац 11. века, Михаило Псел, написати да је то царска функција, којој недостаје само царска порфира. Цариградски епарх Роман Аргир, представник једне од најугледнијих породица чиновничког племства,  се 12. новембра 1028. венчао са принезом Зојом Порфирогенитом и ступио на престо као цар Роман III (1028-1034).